# КелКел
КелКел (в переводе с кыргызского «возрождение») — радикально-демократическое молодёжное движение в Киргизии, принявшее активное участие в Революции Тюльпанов. Основано 10 января 2005 года под названием Гражданская молодёжная кампания «КелКел». Рассматривало режим Акаева как узурпаторский, коррумпированный и авторитарный.
С самого начала своего существования организация «КелКел» (которая до «тюльпановой» революции именовалась как ) столкнулась с противодействием со стороны режима Акаева. Чинимые препятствия имели в основном ненасильственный характер (за исключением, может быть, нескольких задержаний милицией активистов «КелКел»), вплоть до разгона участников молодёжного митинга в Бишкеке, после которого на 5 часов 30 молодых людей, представляющих организации «КелКел» и «Бирге!» удерживались в одном из районных отделов столичной милиции. Для противодействия «КелКел» применялись различные PR-технологии, например, Адиль Тойгонбаев, зять президента Акаева создал клон этой организации, с точно таким же именем и логотипом.
ГМД «КелКел» пользовалась поддержкой со стороны предвыборного блока «Ата-Журт», одна из руководителей которого являлась тётей «серого кардинала» движения. Однако по большей части «КелКел» действовал независимо от своих старших покровителей, правда, им пришлось принять жёлтый цвет — цвет «Ата-журт». Оппозиции не столь было важно контролировать протестные молодёжные движения, главное — они боролись с властью Акаева, призывая молодёжь присоединиться к борьбе.
Деятельность «КелКел», в основном заключалась в проведении в Бишкеке митингов. Хотя лидеры движения уверяют, что организация работала по всему Кыргызстану, на самом деле деятельность шла преимущественно в Бишкеке. Попытку распространить влияние «КелКел» на юге Кыргызстана (города Жалал-Абат и Ош) попыталась осуществить одна из лидеров организации Азима Расулова. Но большая часть организации (в том числе другой лидер — Алишер Мамасалиев) не поддержала идею поработать на юге.
С момента создания «КелКел» пережил множество внутренних конфликтов, прежде всего между двумя своими лидерами — Алишером Мамсалиевым и Азимой Расуловой. Первый из них, в конце концов, одержал победу. После революции он добился ухода Азимы из числа координаторов. В феврале 2005 года из состава «КелКел» вышла часть наиболее радикально-настроенных членов (т. н. «младший» состав «КелКел») во главе с Тимуром Шайхутдиновым. Они образовали движение «Бирге!», пользовавшееся поддержкой со стороны Народного движения Кыргызстана и лично главного редактора газеты «Республика».
Несмотря на наличие некоторых разногласий и определённое соперничество, оба оппозиционных движения проводили совместные акции. Сразу после 24 марта 2005 года («тюльпановая» революция») «КелКел» вместе с представителями других организация и партий сформировали отряды по поддержанию общественного порядка в Бишкеке.
Ныне «КелКел» официально именуется, как Общественное объединение "Гражданское Молодёжное Движение "КелКел-Возрождение". Формальным руководителем является Казбек Абралиев, однако после 2006 года «КелКел» фактически не осуществляет деятельности. Движение «Бирге!» в 2006 году объединилось с Молодёжным Клубом Кыргызстана (МКК) в Альянс либеральной молодёжи «Свободное поколение», который продолжает существовать по сей день.